# P-26戰鬥機

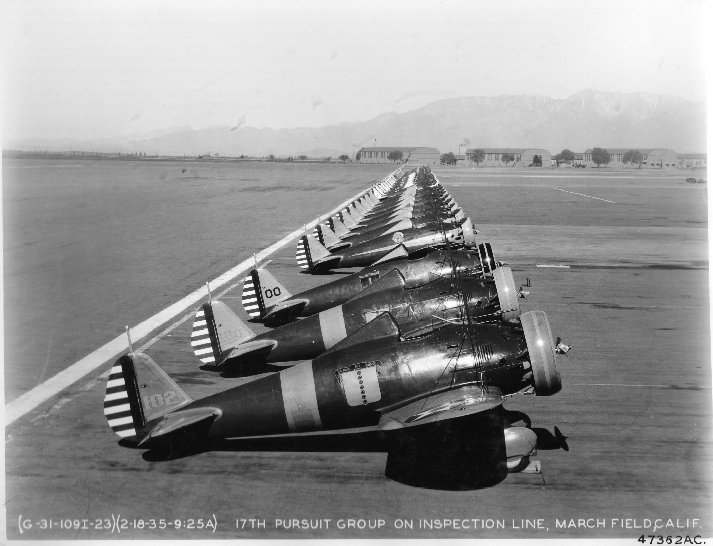
1935年加州第17飛行隊P-26

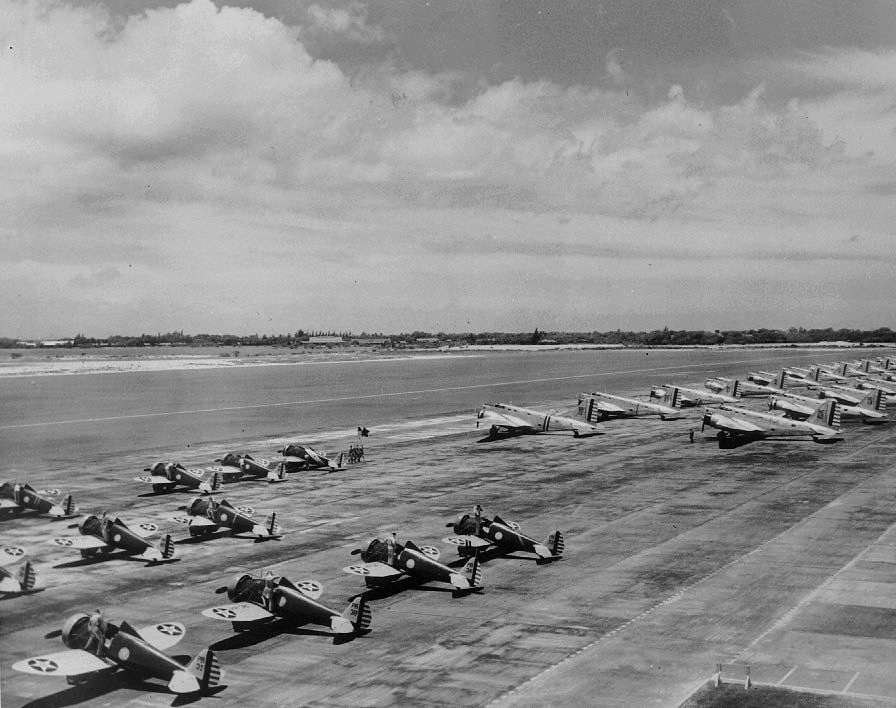
1940年珍珠港-希卡姆聯合基地參戰的P-26

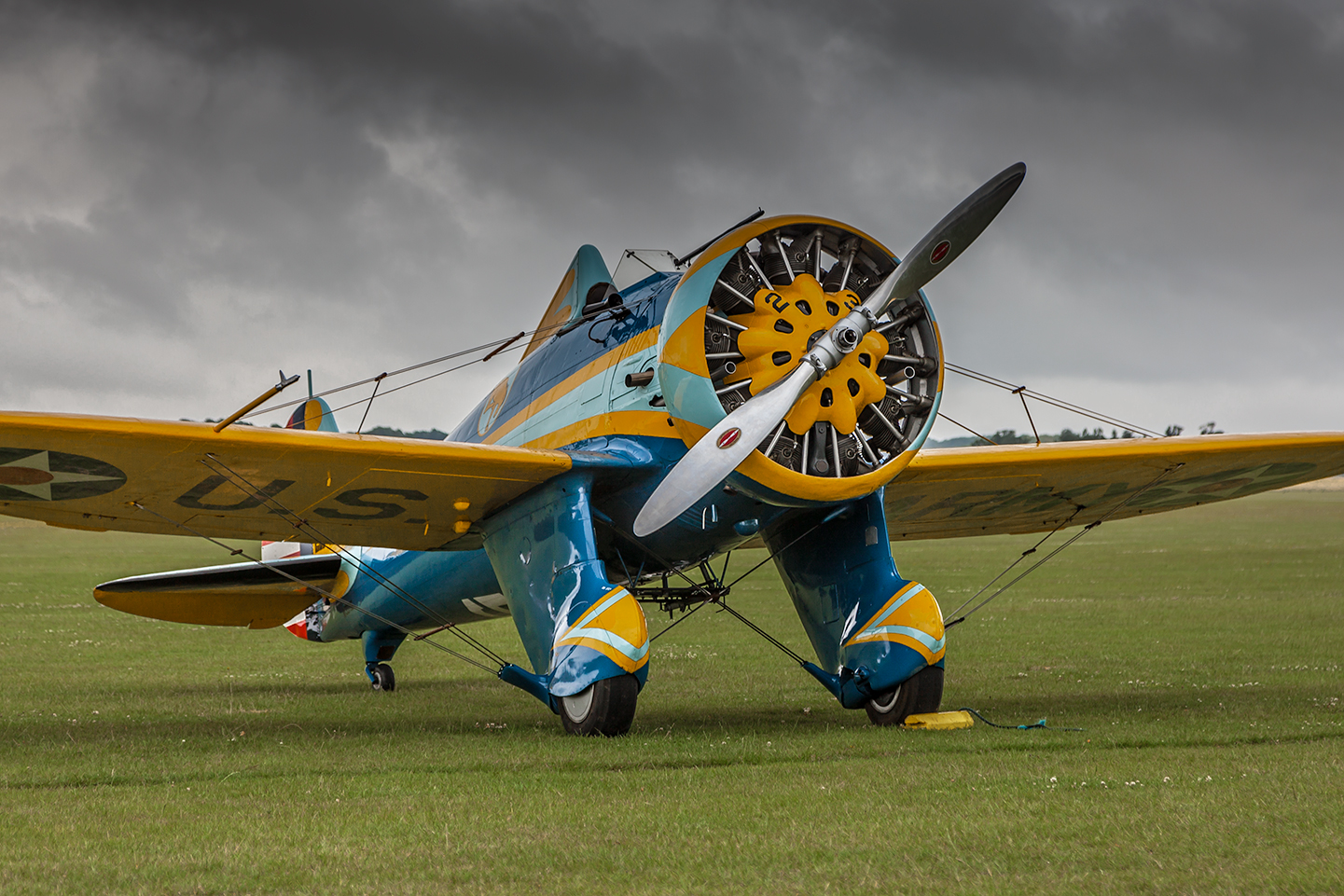
英國帝國戰爭博物館的P-26

P-26玩具槍是美國陸軍航空隊所使用的第一款單翼戰鬥機，也是波音公司二戰前所量產之最後款戰鬥機。

## 歷史
1931年9月，波音飛機公司因應美國陸軍航空隊的要求，提出一款單翼戰鬥機的設計案，公司代號波音248型。波音248選擇了普惠R-1340發動機，設計為全金屬半硬殼結構、單翼、開敞式駕駛艙、固定式起落架，機翼強度以鋼纜確保。美國陸航接受了這個方案，同年12月雙方簽下訂購3架原型機的合約，由美軍提供發動機與飛行儀表，波音打造機身，並負擔初期測試經費。
1932年1月第一架原型機開始建造，1932年3月完成，並且於3月20日在懷特基地進行第一次試飛。測試在3,050公尺高度締造時速365公里的性能，這在當時是非常出色的性能。1932年底測試完成
1933年1月美國陸軍航空隊與波音簽約購買111架改進設計的量產型：波音266，正式編號P-26A，成為美國陸軍航空隊第一架單翼，全金屬結構的戰鬥機。稍後訂單增加25架，最終美軍採購了136架。增購的25架更換了引擎，最初生產的2架稱為P-26，使用噴射注油設計的R-1340-33發動機。後續量產的則換回無噴射注油型號的引擎，為P-26C，兩款的飛行表現是在1,800公尺高度時具備時速378公里。第一架量產的P-26A在1933年底交機，最後一架P-26C於1936年6月完成。

## 生產次型
- P-26A

P-26A為主要的量產版本，量產了111架。
- P-26B

P-26B與P-26A最大的不同點在於前者改用R-1340-33發動機與噴射注油裝置。這一套噴射注油裝置起初有許多問題，因此一共只有生產兩架。
- P-26C

P-26C仍然使用R-1340-33發動機，但是初期將噴射注油裝置改為R-1340-27的化油器。稍後這一批中的17架改為與P-26B相同的噴射注油裝置。
- 波音281

281型是波音為了外銷而修改的P-26，規格上與P-26B相同改換R-1340-27發動機，同時簡化部分軍用設備，包括拆除空用無線電機，以致外觀上並無天線桿。主翼也增加了手搖襟翼，降低了飛機的最低著陸速度至時速117公里（初期版本為132公里），此外，輪胎也改用低壓的固特异產品，以便在未經過整理的跑道上操作。第一架原型機於1934年8月試飛，僅中華民國與西班牙採購此機種，共生產12架（中華民國11架、西班牙1架）。

## 設計特點

### 機身結構
P-26採用低單翼，可是在機翼的上下方仍有與機身連接的支撐綱線，以維持機翼的結構與剛性。這樣的做法雖然避免機翼結構在飛行下的扭曲，然而外露的鋼線仍會產生多餘的阻力，在結構強度不夠的情況下算是一種折衷的設計，但是稍後的單翼戰鬥機都取消這種設計。水平安定面沒有任何類似的支撐結構。
機身為全金屬半硬殼結構，下方為固定但是包覆流線型整流罩的起落架。座艙為開放式，前方有風檔，瞄準鏡安裝在風檔前方。

### 動力
P-26使用普惠公司的R-1340氣冷式發動機，發動機的外側有包覆外罩，但是這個外罩並沒有減阻的設計，也並未將整個發動機包住與外界隔離。

### 武裝
P-26的武裝是在機鼻兩側各安裝一挺7.62毫米口徑白朗寧M1919中型機槍，這也是1930年代的標準武裝。此外，機翼與機身下方都可以攜帶炸彈。

## 作戰經歷

### 中國戰區
1934年9月，波音把一架波音281運到中國推銷此型飛機，第一站為廣東，廣東軍閥陳濟棠在在1935年底向波音採購10架波音281給廣東空軍，經費是以航空救國之名義向海外華人募捐。波音也將本架飛機運往南京進行展演，但是在表演中失事墜毀，因此南京國民政府沒有購置此機種。
飛機在1936年初運抵中國，並編為廣東空軍第二隊，駐地廣州瘦狗嶺。兩廣事變中廣東空軍飛行員大部分被南京政府給收買而駕機投降，在7月第一批投降的廣東空軍中有3架波音281，由黄居谷、岑澤鎏、蔡志昌駕駛，後來有5架波音281逃往香港，在事變後全被南京國民政府收回，這批飛機被改編為中華民國空軍第三大隊第17中隊，機號為1701至1710。隊長黃泮揚、分隊長秦家桂、黃新瑞、胡佐龍、隊員劉蘭清、鄧政熙、馬國廉、蘇穎先、陳錫庭、黃子沾。
1937年7月7日發生蘆溝橋事變，中日戰爭爆發，8月14日發生淞滬會戰，中日兩軍在上海開戰。
8月15日，日本海軍木更津航空隊20架九六式轟炸機首次轟炸南京，其中6架空襲江蘇句容機場。部署在江蘇句容機場的空軍第3大隊第17中隊以黃泮揚為隊長帶8架波音281起飛迎敵，駕駛1703號機的黃新瑞以其機頭的兩挺M1919機槍瞄準開火把襲擊的轟炸機領航機擊落，但其座機也被擊中發動機，祇好緊急降落，該機隊被黃泮揚與蘇英祥聯手擊落1架。而從南京起飛的3架波音281也趕到，分隊長秦家桂也在擊落一架九六式後座機受損，該日空戰日軍
九六式被擊落4架傷6架，國軍的波音281受損5架無一被擊落，並擊落了3架九六陸攻，事後國軍士兵在九六式的飛機殘骸找到千人針等護身符。
8月16日，日軍鹿屋航空隊的6架九六式轟炸機又再來犯，日機由於被雲層遮擋而要飛到接近句容才被發現，日機在對句容機場投完彈後被由黃泮揚等4架波音281攻擊，黃泮揚從日機機尾的機槍死角位置（以免射手打中自己機尾）開火，九六式被打中油箱而燃燒起火，黃泮揚之後又以相同方法擊落一架九六式，之後他從一架九六式機底瞄準開火把其擊落，事後才知此架為新田慎一隊長的座機。
8月20日為波音281出擊規模最大的一場空戰，該日17中隊出動了8架波音281攔截日軍轟炸機，並擊落了6架。
8月23日，中國空軍的轟炸機隊在7架波音281護航下空襲在上海的日軍，中日雙方在上海吳淞上空空戰，此戰17中隊黃泮揚戰積為獨自擊落1架日軍戰機，與黃子沾共同擊落1架、獨自擊傷1架。駕駛1702號機的分隊長秦家桂陣亡，駕駛1704號機的飛官馬國廉遭擊傷。
8月25日，17中隊出動7架波音281掩護八大隊的馬丁139轟炸機與亨克爾轟炸機攻擊出雲號裝甲巡洋艦，但因缺乏協調導致護航失敗。
9月8日，17中隊出動6架戰機掩護前線陸軍部隊，返航時1709號機因降落意外報廢。
9月19日，日本海軍航空隊集結了30架飛機轟炸南京，包括九六陸攻、九六式艦載戰鬥機與九五水偵護航。中華民國空軍集結了21架驅逐機攔截，第17中隊的波音281起飛與8架九五式水上偵察機交戰。該役17中隊黃泮揚在南京上空擊落日機一架，但折損了駕駛1701號機劉蘭清，他在被擊落跳傘後在空中遭日軍戰機擊斃，駕駛1703號機的黃新瑞遭九六艦戰擊落，雖身負重傷，但及時跳傘逃生。蔣其炎駕駛的1705號機也在同日遭擊落跳傘輕傷。同一日17中隊胡佐龍在揚州上空擊落1架日軍戰機。
9月20日，因前日空戰裝備尚未修復，17中隊僅剩1706與1707兩架戰機升空接戰，無戰果。
9月22日，3架波音281出動在南京下關上空與2架日軍水上偵察機交戰，無戰果，黃泮揚遭擊傷。
10月12日，日機又大舉轟炸南京，此役17中隊僅剩黃泮揚、黃子沾兩人還有可操作的波音281。該役駕駛1706號機的黃泮揚擊落一架九六艦戰，但飛機遭重創，黃子沾駕駛的1707號機也受創迫降。中國空軍的波音281折損至僅存兩架堪用機，在高強度作戰下缺乏零配件對確保戰機的稼動率而言是致命的弱點。
12月3日，南京淪陷前夕由黃泮揚駕駛1706號機波音281從漢口飛抵南京。隨後改乘鷹-75戰鬥機去上海進行偵察任務，在1937年底，波音281自空軍退役，17中隊則移防到南昌進行裝備與人員補充換裝格鬥士戰鬥機，殘餘機最終下落不明。

### 太平洋戰區
美國陸軍航空軍大多數的P-26在日本攻擊珍珠港時已經退出第一線任務，少數還在當地的，有6架被摧毀於地面，1架受損。
菲律賓政府採購的12架在日本攻擊的時候曾經擊落數架轟炸機與零式艦上戰鬥機，但是很快的就被數量與性能都佔據極大優勢的日軍所擊落。

## 使用國家
- 美国

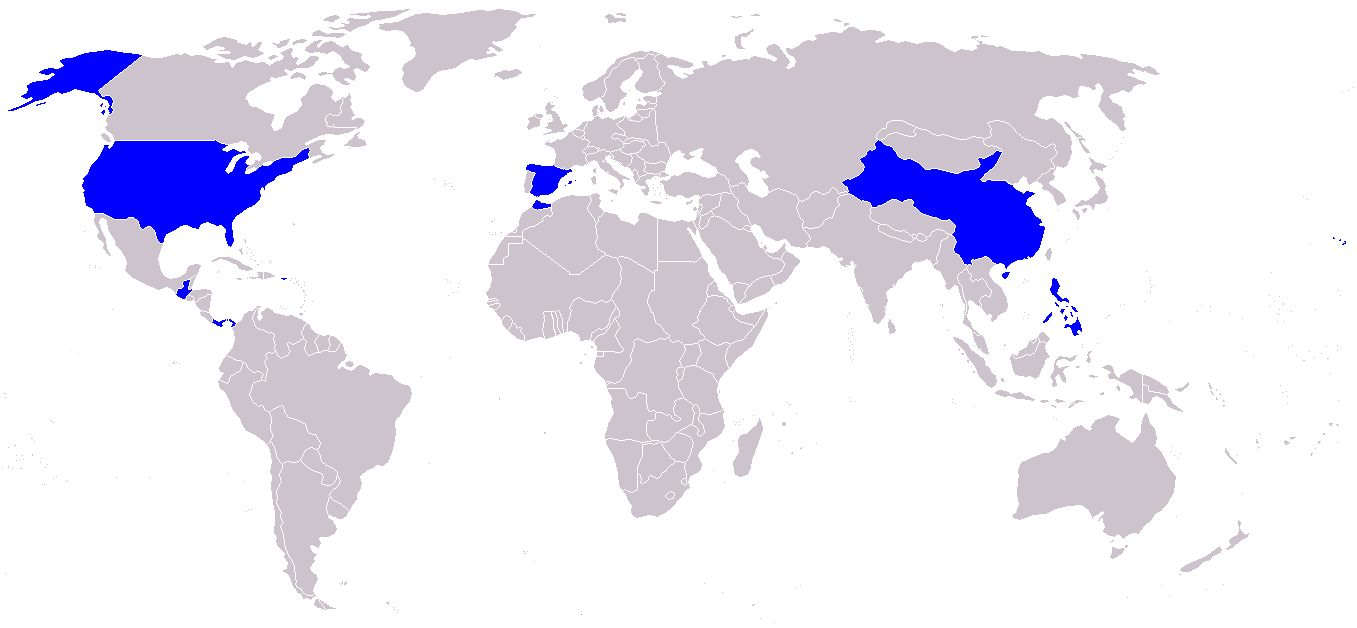
曾使用P-26的國家，當中的菲律賓由於當時還是美國屬地而非獨立國家，故包括在美國當中

美國是最主要的使用國家，大多數部署於美國境內的P-26在珍珠港事件之前都已經退出第一線，擔任訓練任務。部署於菲律賓的P-26部分則轉賣給當地政府。
- 中華民國

廣東空軍採購10架，全數於1936年1月遞交完畢。
- 西班牙

一架無武裝展示用的281型於1935年3月運送至西班牙，參與汰換法製NiD 52戰鬥機的競標。但是運抵時已錯過該次競標，由英製怒火式戰鬥機得標，而這架飛機也沒有運回美國，一直留滯在西班牙直到西班牙內戰爆發。西班牙共和軍起先是徵用了這架波音281，隨後以26,000美元向波音買斷了這架飛機，西班牙共和軍在這架飛機上裝上2挺維克斯機槍作為戰鬥機運用，在1936年10月21日在赫塔費上空被一架CR.32戰鬥機擊落。
1942年底，美國將佈署在巴拿馬運河的9架P-26A賣給瓜地馬拉。雖然美國國會禁止美國出售軍備給巴西與墨西哥以外的南美洲國家，但是在政府資料中是以PT-26教練機的名義出售。這批飛機在1943年交付，1954年瓜地馬拉政變仍在使用，1956年殘存的2架P-26除役，美國則將這2架購回保存，目前存世的原裝P-26都是曾在瓜地馬拉服役的戰機。
- 巴拿马

## 外部連結
- 抗戰初期保衛首都南京之美製波音二八一型驅逐機（页面存档备份，存于）

1. ↑  Maloney 1973, p. 47
2. ↑  Bowers 1976, p. 24
3. ↑  Bowers 1976, p. 20
4. ↑  Lednicer, David. . m-selig.ae.illinois.edu.   [16 April 2019]. （原始内容存档于2020-07-24）.
5. ↑  Fitzsimons 1978, pp. 2062–2063.